# Muflonia priepasť
Muflonia priepasť – jaskinia krasowa na terenie Krasu Słowacko-Węgierskiego, w Wewnętrznych Karpatach Zachodnich na Słowacji.

## Położenie
Jaskinia znajduje się w południowej części Płaskowyżu Pleszywskiego. Jej wylot znajduje się w obszarze wzniesienia zwanego Veľký vrch, na dnie leja krasowego, na wysokości 521 m n.p.m.

## Geneza-morfologia
Jaskinia ma charakter korozyjno-zapadliskowy. Składa się z trzech wzajemnie połączonych studni i posiada głębokość sięgającą 77 m. Wyróżnia się dość ubogą szatą naciekową.

## Ochrona jaskini
Od 1995 r. jaskinia jest chroniona jako pomnik przyrody (słow. Prírodná pamiatka).

## Znaczenie turystyczne
Jaskinia nie jest dostępna do zwiedzania.